# UPnP
Universal Plug and Play (UPnP) is een verzameling computerprotocollen voorgesteld door het UPnP Forum. De bedoeling van UPnP is dat apparaten draadloos met elkaar verbonden kunnen worden in de woon- en kantooromgeving. Dit wordt bereikt door zich te baseren op standaarden uit de internetcommunicatie.
De term UPnP is afgeleid van plug and play, een technologie voor het aansluiten van apparaten aan een computer. 